# Sebastian Ströbel
Sebastian Ströbel (Karlsruhe, 2 febbraio 1977) è un attore tedesco, attivo in campo televisivo e cinematografico dalla fine degli anni novanta.

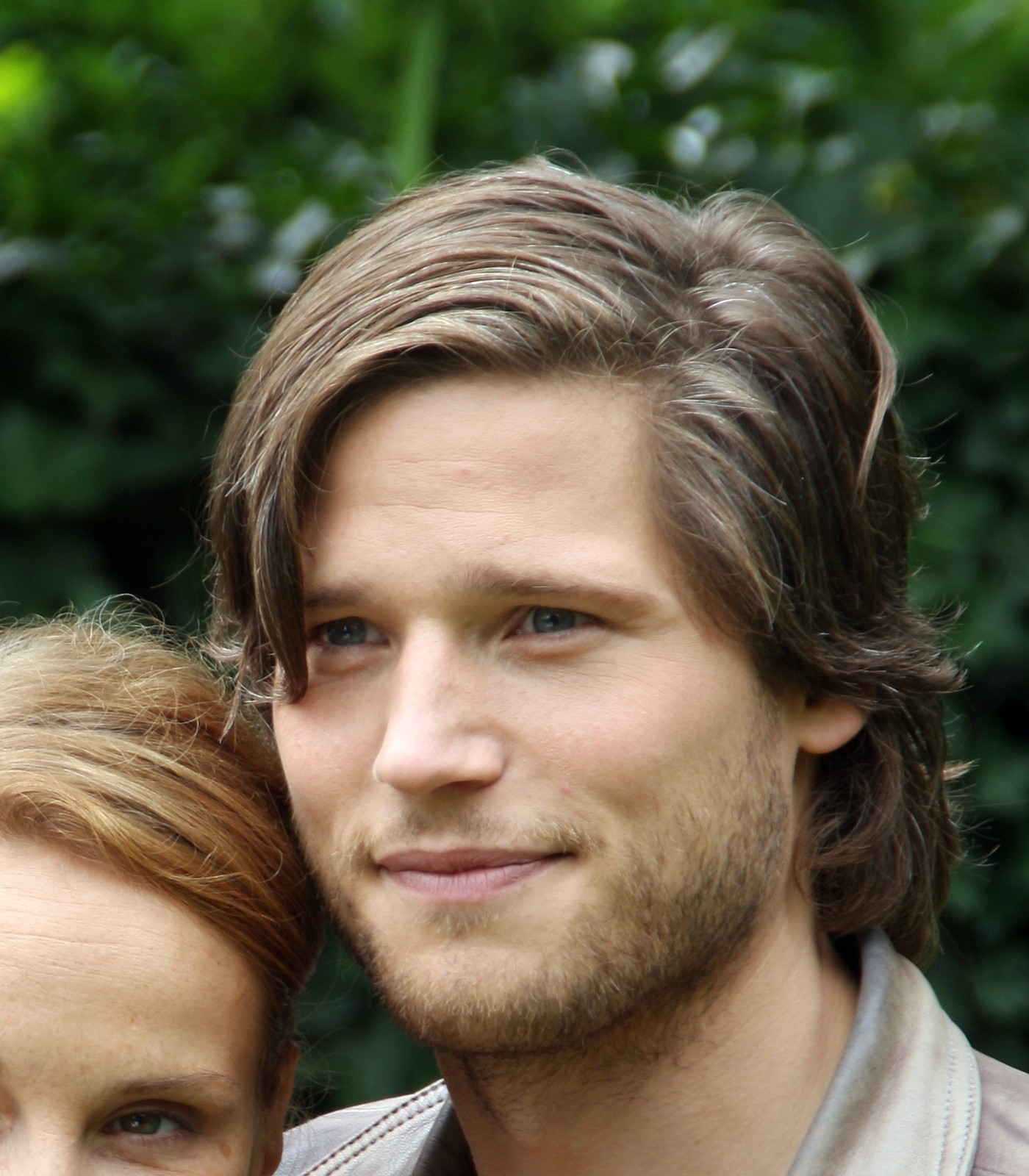
Sebastian Ströbel

Tra i suoi ruoli più noti, figurano quello di Max Lindner nella serie televisiva Powder Park (2001-2002) e quello di Jan Brenner nella serie televisiva Countdown (Countdown - Die Jagd beginnt, 2010-...).

## Filmografia

### Cinema
- Snipers Alley (2002)
- Brudertag (2002)
- Leise Krieger (2004)
- Abgefahren (2004)
- Mädchen, Mädchen 2 - Loft oder Liebe (2004; ruolo: Sebastian Bernstein)
- Polly Blue Eyes (2005)
- Rosalie und Bruno (2006)
- Wortbrot (2007)
- Appassionata (2008)
- Contra (2009)
- Plötzlich fett (2009)
- Cecelia Ahern - I fiori del destino (Cecelia Ahern: Zwischen Himmel und Hier) (2014)
- Cecelia Ahern - Il ponte delle speranze (Cecelia Ahern: Mein ganzes halbes Leben) (2014)

### Televisione
- Il commissario Rex - serie TV, 1 episodio (1998)
- Die Neue - Eine Frau mit Kaliber - serie TV, 1 episodio (1998)
- Medicopter 117 - Jedes Leben zählt - serie TV, 1 episodio (1999)
- Die Hässliche (2000)
- Die Nacht der Engel (2000)
- Powder Park (serie TV, 26 episodi, 2001-2002, ruolo: Max Lindner)
- Geht nicht gibt's nicht (2002)
- Squadra Speciale Cobra 11 (Alarm für Cobra 11, serie TV,1 episodio, 2002)
- Im Namen des Gesetzes (serie TV, 1 episodio, 2003)
- Familie Dr. Kleist (serie TV, 1 episodio, 2004)
- Siehst du mich? (2005)
- Geile Zeiten (2006)
- Arme Millionäre - serie TV, 7 episodi (2006)
- Verrückt nach Clara - serie TV, 2 episodi (2007)
- SOKO Wismar (serie TV, 1 episodio, 2007)
- Il sogno di mio padre (Wenn Liebe doch so einfach wär') - film TV (2007)
- Fleisch (2008)
- Im Namen des Gesetzes (serie TV, 1 episodio, 2008)
- Gonger - Das Böse vergisst nie (2008)
- Un caso per due (Ein Fall für zwei, serie TV, 1 episodio, 2008)
- Amore sui tetti (Ich steig' Dir aufs Dach, Liebling, 2009, ruolo: Lukas Lehmberg)
- Joanna Trollope: In Boston liebt man doppelt (2009; ruolo: Adam Carter)
- Mein Flaschengeist und ich (2009; ruolo: Alex Schlickenbach)
- Sant'Agostino (miniserie TV, 2009-2010; ruolo: Centurio Fabius Domicius)
- Uns trennt das Leben (2010)
- Gonger 2 - Das Böse kehrt zurück (2010)
- Countdown (Countdown - Die Jagd beginnt, serie TV, 2010-...; ruolo: Jan Brenner)
- Plötzlich fett (2011)
- Isenhart (2011)

## Doppiatori italiani
- David Chevalier: Countdown[3], Cecelia Ahern - Il ponte delle speranze
- Alessandro Quarta: Cecelia Ahern - I fiori del destino
- Simone D'Andrea: Sant'Agostino